# Rhinolophus sinicus
Rhinolophus sinicus és una espècie de ratpenat de la família dels rinolòfids. Viu a la Xina, l'Índia, Myanmar, Nepal i el Vietnam. El seu hàbitat natural són en els boscos montans amb fortes pluges. No hi ha cap amenaça significativa per a la supervivència d'aquesta espècie, tot i que està afectada per la desforestació. El seu nom específic, sinicus, significa ‘xinès’ en llatí.